# Anwar Ouled-Chaib
Anwar Ouled-Chaib (Utrecht, 10 december, 2002) is een Marokkaans-Nederlands professioneel kickbokser die sinds 2023 onder contract bij GLORY staat. Hij was de winnaar van het allereerste seizoen van House of GLORY.

## Biografie
Ouled-Chaib groeide op in Maarssen en is van Marokkaanse afkomst. 

## Carrière
Ouled-Chaib werd bij het grote publiek bekend door zijn deelname aan House of GLORY. Hier vertegenwoordigde hij het team van Badr Hari, die het opnam tegen team Rico Verhoeven. De winnaar van het programma werd een titelgevecht beloofd tegen de toenmalige GLORY welterweight kampioen Endy Semeleer. Ouled-Chaib versloeg al zijn drie tegenstanders en won het programma.

## Titels
- GLORY
  - 2023 House of GLORY Winner